# Умеса
Умеса (фр. Aumessas) насеље је и општина у јужној Француској у региону Лангдок-Русијон, у департману Гар која припада префектури Виган.
По подацима из 2011. године у општини је живело 228 становника, а густина насељености је износила 10,63 становника/km². Општина се простире на површини од 21,45 km². Налази се на средњој надморској висини од 455 метара (максималној 1.449 m, а минималној 332 m).

## Демографија
| 1962. | 1968. | 1975. | 1982. | 1990. | 1999. | 2011. |
| ----- | ----- | ----- | ----- | ----- | ----- | ----- |
| 161   | 204   | 211   | 213   | 200   | 225   | 228   |

График промене броја становника у току последњих година